# 焦比

每增加一級f-number，光圈越小，進光量減半的示意圖。

在光學中，一個光學系統中的焦比（英語：f-number，或稱F值、F比例、相對孔徑、光圈值、光圈系数等，習慣上也簡稱「光圈」）表達鏡頭的焦距和光圈直徑大小的關係。簡單來說，焦比等於焦距數除以孔徑數。焦比是無因次的，它代表了攝影學中的一個重要概念：鏡速（lens speed）的量，即同鏡頭同進光量下需要的快門速度。

## 標誌
ƒ-number公式中，ƒ-number寫作ƒ/#，又標作為{\displaystyle N}，公式如下：
{\displaystyle f/\#=N={\frac {f}{D}}\ }
上式中，ƒ是焦距，而D是光圈孔直徑（孔徑）。慣例上，“ƒ/#”視為單一符號，書寫時數值替代符號中的#。舉個例子，若焦距值是光圈直徑的16倍，那樣ƒ值記為ƒ/16，或N = 16。
按ƒ/N標誌法的字面解釋，N如同實際孔徑的算術表達方式，即焦距除以ƒ值：{\displaystyle D=f/N}。

## 級數、光圈級數慣例及曝光

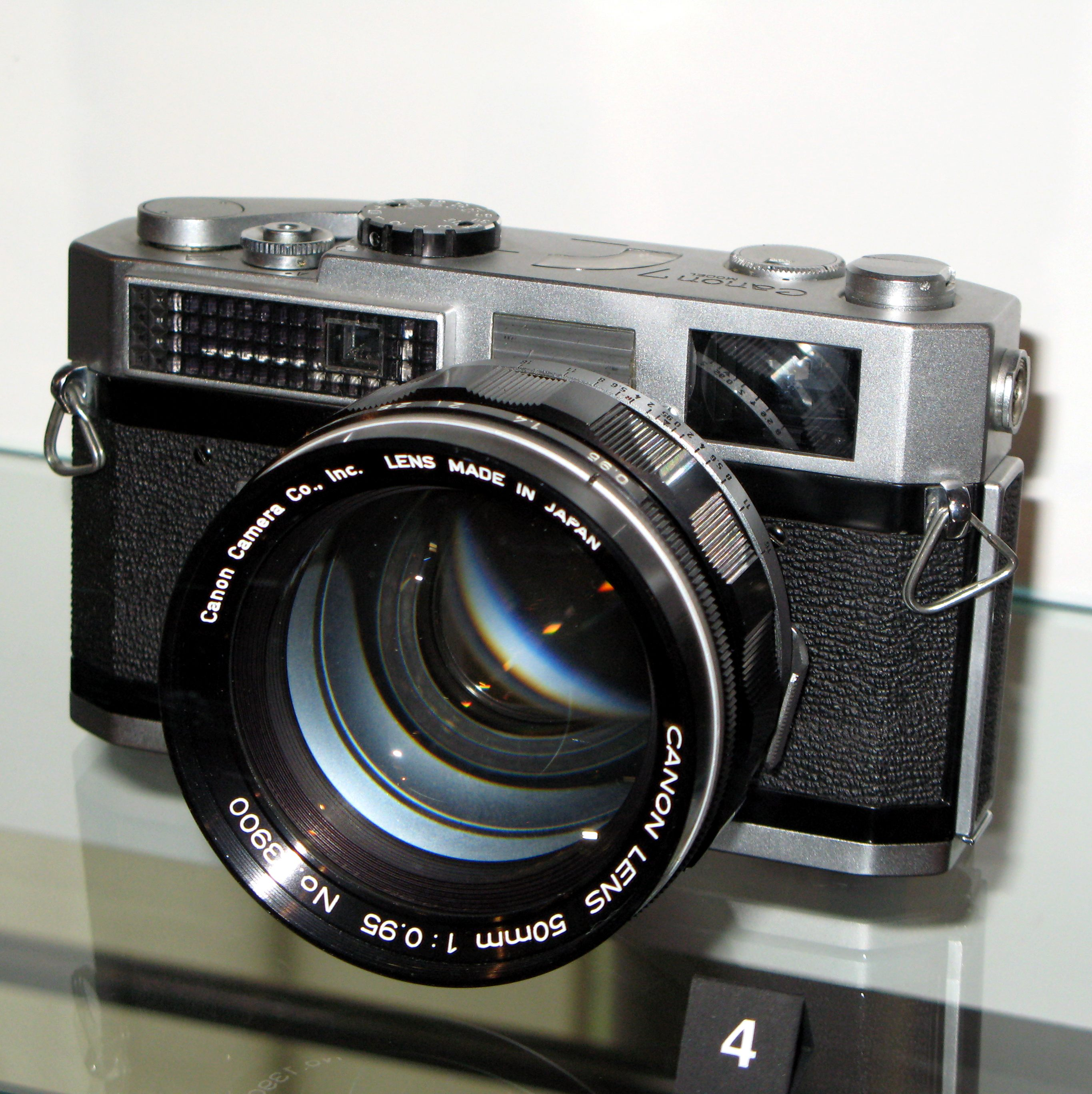
安裝在Canon 7相機上具有0.95的50 mm鏡頭

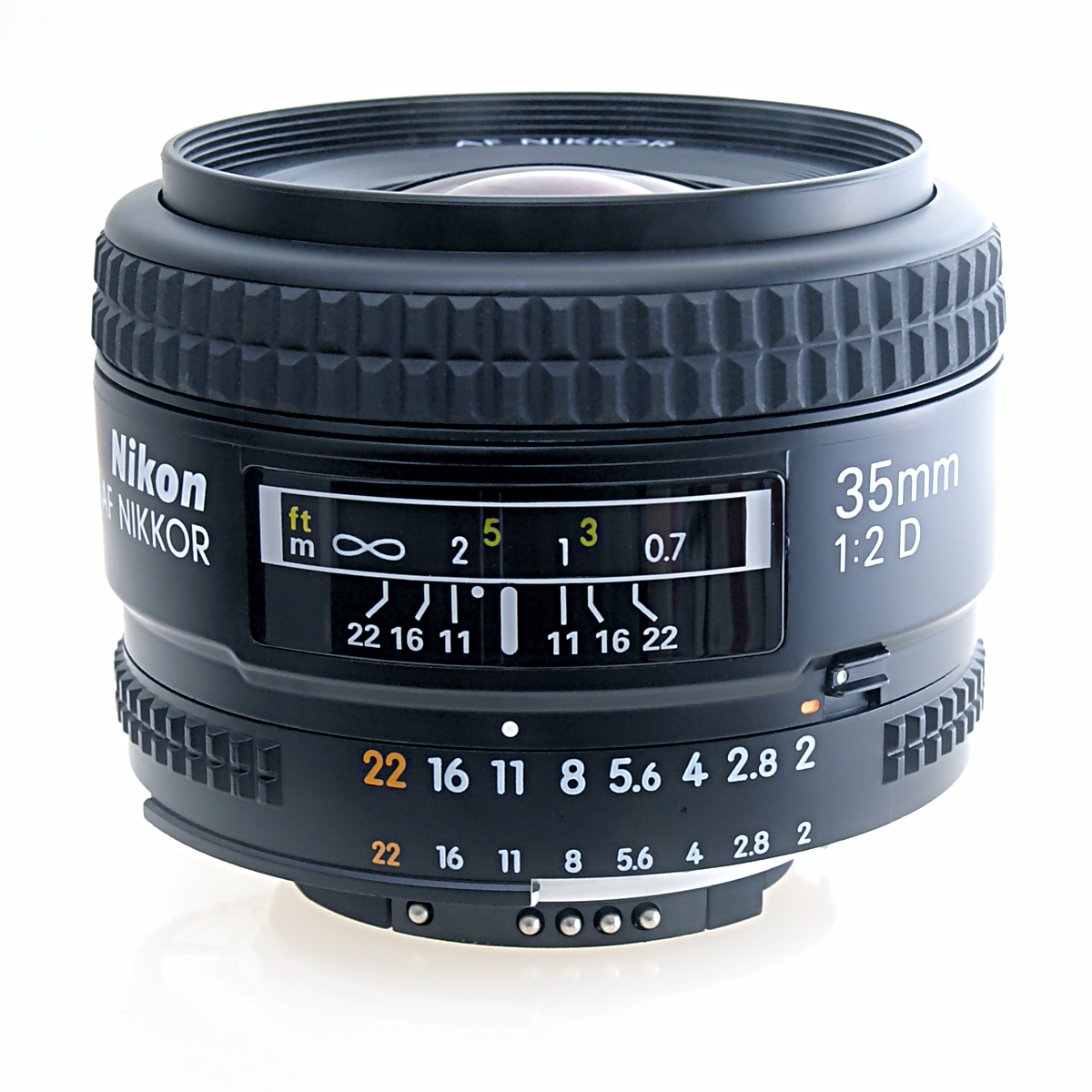
設定在11的35 mm鏡頭。該鏡頭的最大至最小光圈範圍是2至22。

在攝影中的「光圈級數」是進光量的比值，每一全級表示進光量加倍或減半。傳統上，鏡頭上的光圈值至少對應了全級級數，例如f/1、f/1.4、f/2、f/2.8、f/4、f/5.6、f/8、f/11、f/16、f/22等。這些光圈值是公比為{\displaystyle 1/{\sqrt {2}}}的等比數列：
{\displaystyle f/1={\frac {f}{({\sqrt {2}})^{0}}},\ f/1.4={\frac {f}{({\sqrt {2}})^{1}}},\ f/2={\frac {f}{({\sqrt {2}})^{2}}},\ f/2.8={\frac {f}{({\sqrt {2}})^{3}}},\ \ldots }
因此，按光圈值的定義，每上升一級全級級數，光圈孔直徑減小為原本的{\displaystyle 1/{\sqrt {2}}}，則進光量減少為原本的{\displaystyle (1/{\sqrt {2}})^{2}=1/2}。例如，在相同設備及曝光時間下，f/2的總進光量是f/2.8的兩倍；若要使總進光量相當，則f/2.8的曝光時長需設定為f/2的兩倍。

### 相對級數

#### 標準全級光圈值尺度
| ƒ/# | 0.5 | 0.7 | 1.0 | 1.4 | 2 | 2.8 | 4 | 5.6 | 8 | 11 | 16 | 22 | 32 | 45 | 64 | 90 | 128 |

通过镜头到达底片或感光元件的光的照度和光圈孔径的平方成正比，和光圈数的平方成反比。全级光圈值中相邻两个光圈数的平方比为1:2，即表示進光量為2:1。因此，光圈环转动一格，照度相差一倍，例如：{\displaystyle 2\times 1.4^{2}\approx 2^{2}}表示f/# 1.4的進光量是f/# 2的二倍，{\displaystyle 2\times 5.6^{2}\approx 8^{2}}同樣表示f/# 5.6的進光量是f/# 8的二倍，而{\displaystyle 4\times 1.4^{2}\approx 2.8^{2}}表示f/# 1.4的進光量是f/# 2.8的{\displaystyle 2^{2}=4}倍。

#### 典型半級光圈值尺度
| ƒ/# | 1.0 | 1.2 | 1.4 | 1.7 | 2 | 2.4 | 2.8 | 3.3 | 4 | 4.8 | 5.6 | 6.7 | 8 | 9.5 | 11 | 13 | 16 | 19 | 22 |

每半級光圈值之間的進光量比為{\displaystyle {\sqrt {2}}:1}。例如，{\displaystyle {\sqrt {2}}\times 1.4^{2}\approx 1.7^{2}}表示f/# 1.4的進光量是f/# 1.7的{\displaystyle {\sqrt {2}}\approx 1.414}倍。

#### 典型三分之一級光圈值尺度
| ƒ/# | 1.0 | 1.1 | 1.2 | 1.4 | 1.6 | 1.8 | 2 | 2.2 | 2.5 | 2.8 | 3.2 | 3.5 | 4 | 4.5 | 5.0 | 5.6 | 6.3 | 7.1 | 8 | 9 | 10 | 11 | 13 | 14 | 16 | 18 | 20 | 22 |

每三分之一級光圈值之間的進光量比為{\displaystyle {\sqrt[{3}]{2}}:1}。例如，{\displaystyle {\sqrt[{3}]{2}}\times 1.4^{2}\approx 1.6^{2}}表示f/# 1.4的進光量是f/# 1.6的{\displaystyle {\sqrt[{3}]{2}}\approx 1.26}倍。
注意有些時候上述數值是有歧義的；舉例說，f/1.2可用在半級或三分之一級的系統；有時f/1.3及f/3.2也用於三分之一級的系統。

#### 曝光級數（T-stops）
在T-stops中的T指transmission，即「透射率」，由於所有鏡頭會吸收一部分通過的光線（特別是變焦鏡頭存在很多元件），曝光級數（T-stops）有時替代焦距比數作為曝光依據，尤其在電影拍攝用鏡頭。曝光級數在電影攝影中流行使用，在變焦鏡頭出現前，固定焦距鏡頭也使用曝光級數值。這容許了轉換不同鏡頭時可以不影響整體場景畫面的光度。每個鏡頭都獨立測試真實光源的光透射率，並指派相對應的曝光級數值。曝光級數值量度了鏡頭實際上的光線透射率，相等於理想鏡頭的100%光透射率。
重申，由於所有鏡頭會吸收一部分通過的光線，在一個鏡頭中的曝光級數值永遠高於焦距比數。近年來，鏡頭科技的進步，及底片的曝光寬容度，都減少了曝光級數值的理論性。要記住：焦距比級數用於焦距比例，曝光級數值用於光線透射率。